# Fărășești, Timiș
Fărășești (maghiară: Forazesti pana in 1913, Forrásfalva dupa 1913) este un sat în comuna Pietroasa din județul Timiș, Banat, România. Este atestat documentar în 1548 sub numele de Forrasfalva, proprietate a nobilului Ioan de Bozwar.

### Istorie
Fărășești a fost menționat pentru prima dată într-un document în 1548 ca Forrasfalva.
In 1597 a fost mentionat ca Farasest, în 1598 Farasest alias Forrásfalva, în 1808 Forasest, Forasesti, în 1888 iar în 1913 ca Forrásfalva.
În 1851, Fényes Elek a scris despre așezare:
" ... în județul Caraș, la poalele muntelui Poiana Rusca, cu 7 catolici, 217 locuitori de veche credință și o biserică-mamă. Proprietari familia Winkler."
Anterior Tratatului de la Trianon, a aparținut districtului Faget (Facsád) din județul Caraș-Severin.

### Populatie
În 1910, din 597 de locuitori, 11 erau maghiari, 547 români și 35 ruteni. Dintre aceștia, 7 erau romano-catolici și 581 ortodocși.

## Legături externe

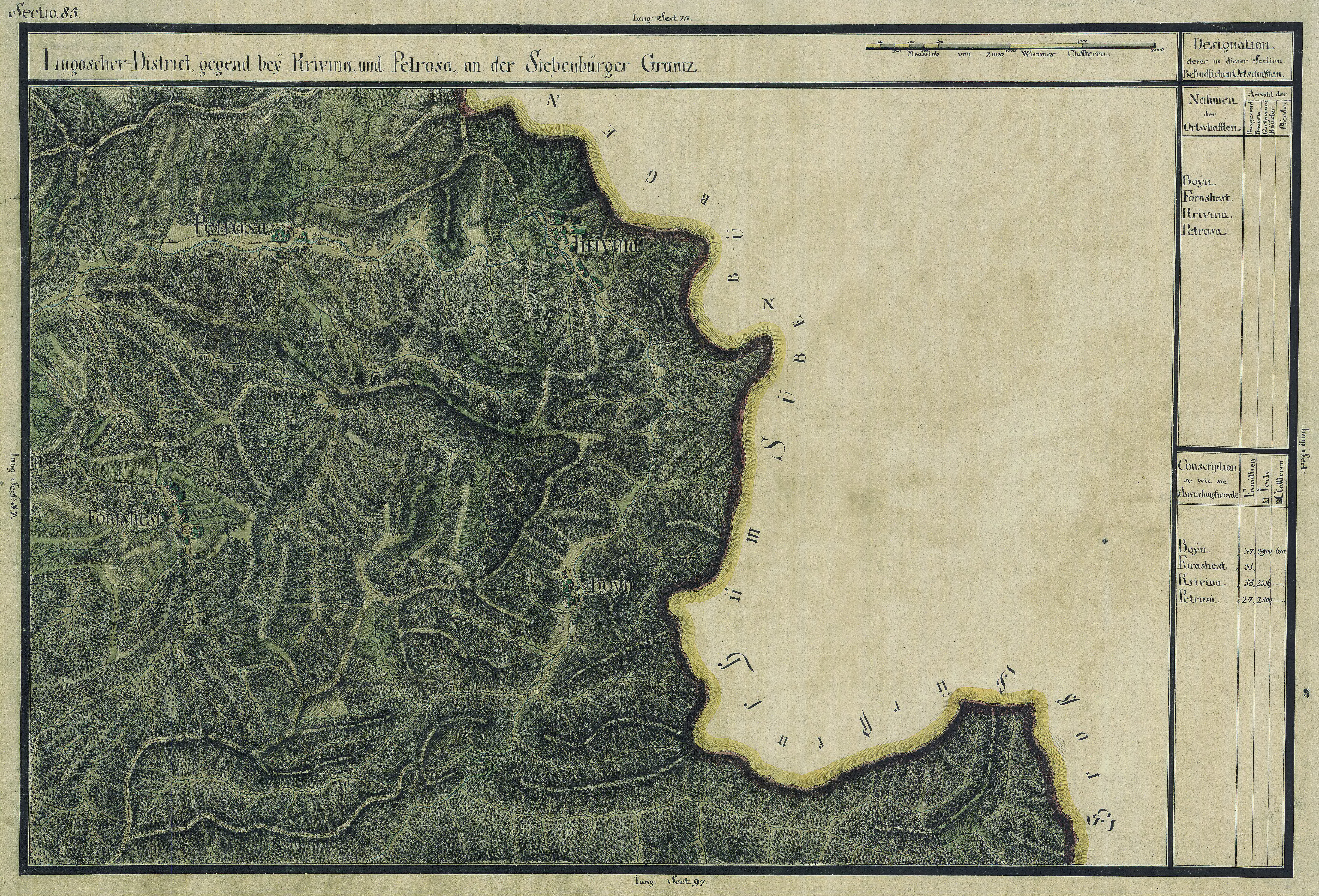
Fărășești în Harta Iosefină a Banatului, 1769-72